# Jenny Holzerová
Jenny Holzerová (* 29. července 1950) je americká umělkyně, která bývá řazena k neo-konceptualismu. Ve své práci často využívá sdělovací prostředky moderních informačních systémů a vyjadřuje se tak k fungování obecného diskurzu. Vytváří textová díla, která se zobrazují v různých médiích, jako jsou plakáty, billboardy, kamenné lavičky,  trička, LED nápisy, budovy a krajiny. 
V roce 1989 se stala první ženou, která reprezentovala Spojené státy na benátském Biennale v Itálii.

## Život
Holzerová se narodila ve městě Gallipolis, ve státě Ohio. Původně se chtěla stát abstraktní malířkou a její studium na Duke University v Durhamu v letech 1968 až 1970 se zaměřovalo na umění obecně, později pak na University of Chicago studovala malbu, kresbu a tisk. V roce 1972 získala  titul bakaláře umění na Ohio University.  Absolvovala také letní kurs na Rhode Island School of Design v Providence, kde se také v roce 1975 zapsala do magisterského programu. V roce 1976 se přestěhovala na Manhattan, kde pracovala  v designovém studiu Old Typosopher. Byla součástí nezávislého studijního programu Whitneyova muzea, kde také začala poprvé pracovat s jazykem, instalacemi a veřejným uměním.  
Jenny Holzerová od 80. let  žije na farmě v obci Hoosick Falls ve státě New York, kde ve stodole z vlnitého plechu pracuje se  svým týmem.  Její dcerou je fotografka Lili Kobielski. 

## Tvorba
Jenny Holzerová patří k feministické větvi umělecké generace, která vstoupila na scénu kolem roku 1980 a snažila se hledat nové způsoby, jak implicitně včlenit narativní složku či komentář do vizuálních objektů. Do svých abstraktních obrazů vypisovala konkrétní texty a později se  jejím hlavním  médiem stalo slovo. Stala se členkou umělecké aktivistické  skupiny Colab. Mezi její současnice patří umělkyně jako Barbara Krugerová, Cindy Shermanová, Sarah Charlesworthová nebo Louise Lawlerová. 
Jenny Holzerová je známá především díky svým velkoformátovým veřejným instalacím, mezi které patří například billboardové reklamy, světelné projekce na veřejné budovy a jiné architektonické struktury nebo světelné elektronické instalace. Jedním z hlavních postupů její tvorby je využívání slovního a jazykového vyjádření ve veřejném prostoru. Původně k těmto účelům využívala plakáty, které vylepovala na ulicích, jedním z jejich nejvýraznějších médií se však staly LED tabule. Mimo ně využívá také další četné způsoby komunikace, jako jsou například bronzové plakety, malované znaky, kamenné lavičky a stolečky, nálepky, trička, malby, fotografie, zvuk, video, světelné projekce, internet či dokonce závodní automobil La Mans.
První prací Jenny Holzerové ve veřejném prostoru byly Truismy (1977–1979). Truismy měly formu bílých papírových plakátů potištěným černým písmem, které Holzerová vylepovala na budovy, stěny a ploty na Manhattanu a v jeho okolí. Vytištěný text sestával z jednořádkových „truismů“, které Holzerová sesbírala z povinné četby studijního programu Withney Independent, kterého byla součástí. Později se Truismy vyvíjely a dostaly se na plakáty, trička, hrnečky či nálepky, nebo je Holzerová vyrývala do kamenných laviček na veřejných prostranstvích. V roce 1981 Holzerová uvedla další ze svých sérií – sérii Living. Tentokrát pracovala s tiskem na hliníkové a bronzové plakety a navazovala tak na komunikační formát, který se využívá například ve zdravotnických zařízeních či oficiálních a vládních budovách. Série Living se zabývala potřebami každodenního života: jezením, dýcháním, spaním a lidskými vztahy. Krátké uhlazené textové fragmenty, se kterými zde Holzerová pracovala, byly doprovázeny malbami amerického umělce Petera Nadina, jehož portréty různých mužů a žen připojené ke kovovým tabulkám ještě více podtrhovaly prázdnotu života a sdělení v informačním věku. Médium moderních počítačových systémů, které se později stalo pro Holzerovou jedním z nejstěžejnějších, vstoupilo do její tvorby v roce 1982, kdy autorka na Times Square v New Yorku nainstalovala svoji první velkorozměrnou světelnou tabuli. Využití LED diod sponzorované programem Public Art Fund umožnilo Holzerové oslovit širší publikum.

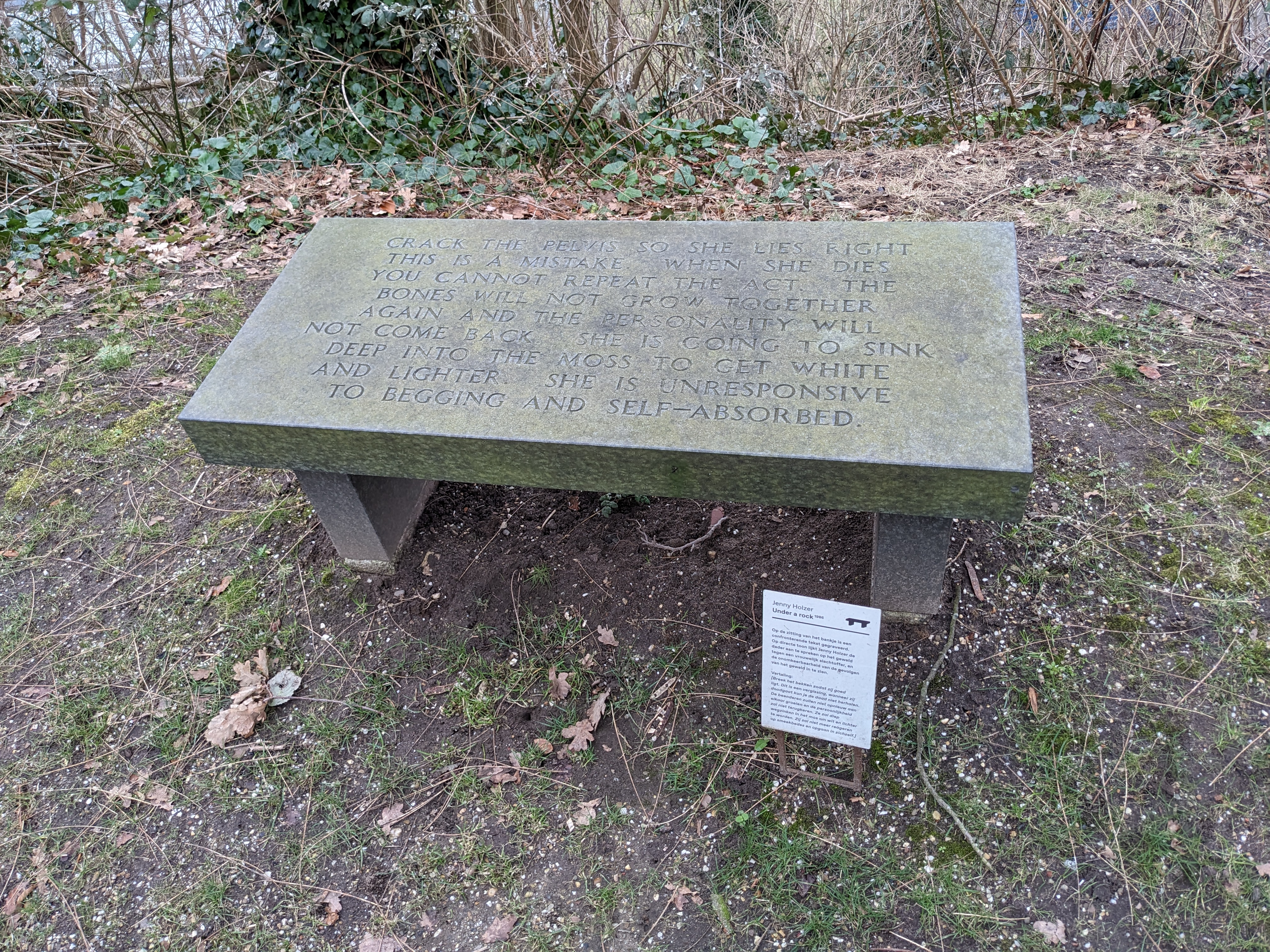
Kamenná lavička Under a rock (1986) Jenny Holzerové v Tuin Museum Arnhem

V textech další ze svých sérií, v sérii Survival, realizované v letech 1983–1985 se autorka věnuje bolesti, potěšení i směšnosti života v soudobé společnosti.
V roce 1986 začala Jenny Holzerová pracovat s kamenem poté, co odešla z New Yorku pracovat na venkov.  V tomto roce na výstavě v Galerii Barbary Gladstoneové v New Yorku vytvořila jakési celistvé prostředí, ve kterém bylo divákům představeno spojení nepřetržitého vizuálního cvrkotu horizontálně uspořádaných LED prvků a kamenných laviček vedoucích k elektronickému oltáři umístěnému na vyvýšeném místě. Tato  pracovní metoda Holzerové dosáhla svého vrcholu v Guggenheimově muzeu v roce 1989, kde Holzerová představila 163 metrů dlouhý LED displej, který se spirálovitě vinul po vnitřních stěnách muzea až k jeho stropu.
Pro benátské Bienále v roce 1990 navrhla Holzerová plakáty, čepice a trička, která byla na prodej v benátských ulicích, zatímco ve strohém a slavnostním výstavním prostoru byly k vidění její LED displeje a mramorové lavičky (původní instalace je kompletně zachována ve sbírkách umělecké galerie Albright-Know v Buffalu, která byla organizátorskou institucí amerického pavilonu na zmíněném Bienále). Od roku 1996 se světelné projekce pracující primárně s textovou složkou staly středobodem Holzerové tvorby a jsou instalovány po celém světě. 

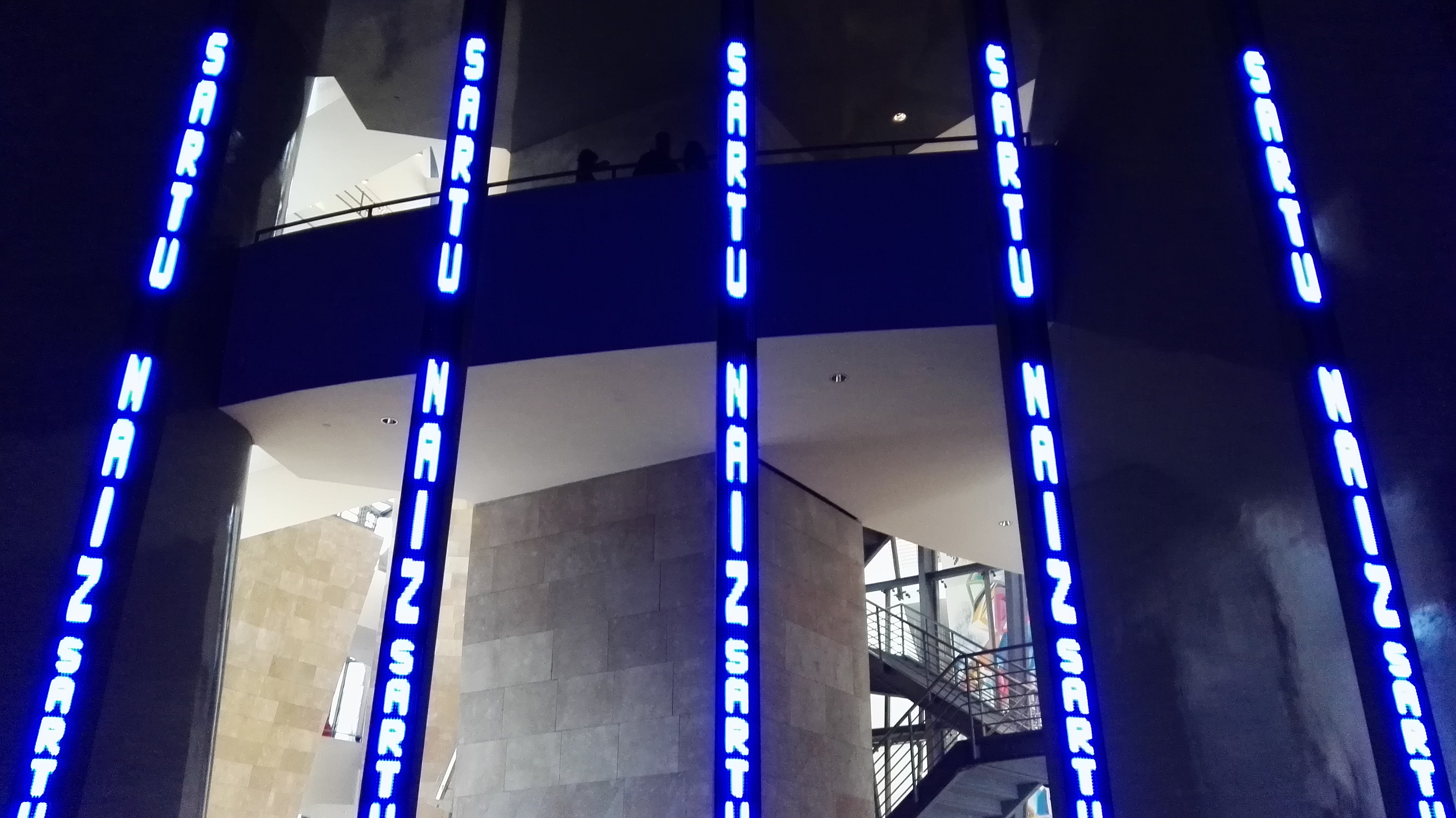
LED instalace Jenny Holzerové v Guggenheimově muzeu v Bilbau (1997)

Poměrně dlouhou dobu, zhruba mezi lety 1977 až 2001, si Holzerová své texty psala sama. Od roku 1993 však začala pracovat také s texty jiných autorů, jako jsou například Wislawa Szymborska, Elfriede Jelinek, americký básník Henri Cole,  irácký spisovatel Fadhil Al-Ayawi, izraelský autor Yehuda Amichain či palestinský spisovatel Mahmoud Darwish.  Holzerová však využívá i texty vycházející z jiných kontextů, než z kontextu literárního, kupříkladu odtajněné dokumenty americké armády týkající se války v Iráku. Takto ve formě velkých LED tabulí zpracovala například útržky z vyšetřování amerických vojáků, kteří se provinili porušením lidských práv a válečnými zločiny v Abu Ghraib, čímž přenesla dříve utajované dokumenty do veřejné sféry.
Mnohé z jejích prací se dotýkají témat násilí, útisku, sexuality, feminismu, moci, smrti či války. Jejím hlavním cílem je zviditelnit problémy, o kterých často pouze vnitřně přemýšlíme a věci, které měly původně zůstat skryté. V novějších projektech se pak Holzerová věnuje například práci s cenzurovanými vládními dokumenty. V roce 2021 Holzerová vyjádřila své obavy z klimatických změn v instalaci  Hurt Earth, projekci citátů ekologických aktivistů na cihlový komín v Tate Modern v Londýně.

## Výstavy (výběr)

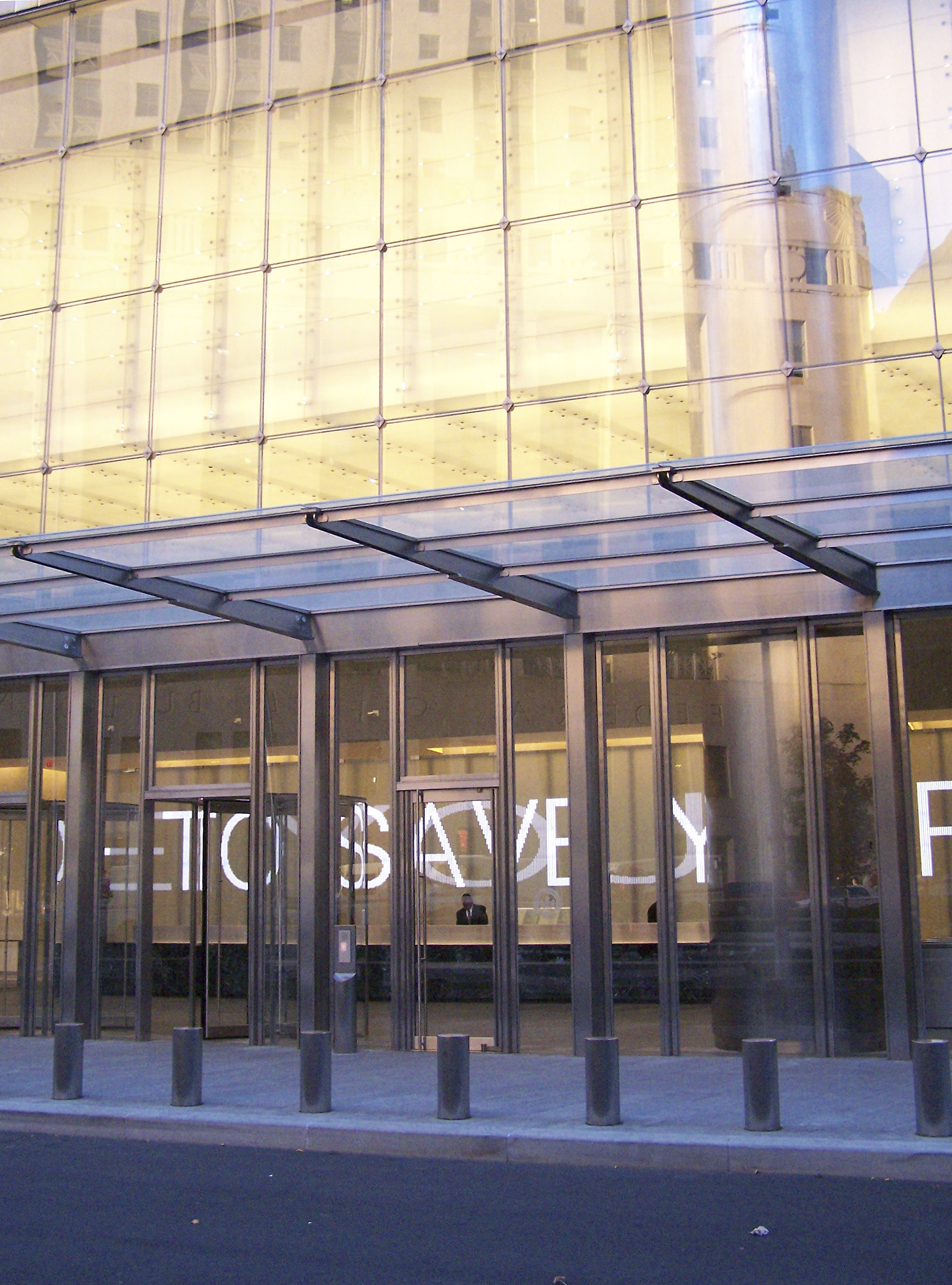
Instalace Jenny Holzerové v 7 WTC New York (2006)

Mezi hlavní výstavy patří Neue Nationalgalerie, Berlín (2001, 2011); Muzeum současného umění, Houston (1997); Dia Art Foundation, New York (1989); a Solomon R. Guggenheim Museum, New York (1989).  Další samostatné výstavy měla v Institute of Contemporary Arts, Londýn (1988); Dia Art Foundation, New York (1989); Walker Art Center, Minneapolis (1991); Hamburger Kunsthalle, Hamburk (2000); Barbican Art Gallery, Londýn (2006); Centrum současného umění BALTIC, Gateshead (2010),  Museum de Arte Moderna (MAM) v São Paulu  (2014) . Podílela se také na Documenta 8  v  Kasselu (1987), stejně jako na skupinových výstavách ve velkých institucích, jako je Stedelijk Museum, National Gallery of Canada a Museum of Modern Art v New Yorku.  
Její  instalace byly umístěny ve významných muzeích a galeriích, jako Guggenheimovo muzeum Bilbao (1997), 7 World Trade Center, New York (2006),  Guggenheimovo muzeum, New York (2008) a  Museum of Contemporary Art, Chicago (2008).

## Ocenění
Získala mnoho ocenění, včetně Zlatého lva z Benátského bienále (1990); Skowheganova medaile (1994); křišťálovou cenu Světového ekonomického fóra v roce 1996,  Řád čestné legie  (2000) od francouzské vlády a vyznamenání Barnard College Kolumbijské univerzity v roce 2011. 
Je držitelkou čestných titulů z Ohio University, Williams College, Rhode Island School of Design, The New School a Smith College. V roce 2023 získala ocenění  Whitechapel Gallery Art Icon.  Časopis Time zařadil v roce 2024 Jenny Holzerovou mezi 100 nejvlivnějších osobností světa. 
V roce 2018 byla zvolena členkou Americké akademie umění a literatury.